# Козырь, Валентина Васильевна
Валенти́на Васи́льевна Ко́зырь (25 апреля 1950) — советская легкоатлетка, бронзовая призёрка Олимпийских игр. Замужем за легкоатлетом Николаем Авиловым.

## Карьера
На Олимпиаде в Мехико в 1968 году Валентина Козырь выиграла бронзовую медаль, уступив соотечественнице Антонине Окороковой и Милославе Резковой.
Бронзовая призёрка чемпионата СССР 1971 года.